# Muralles medievals de Sant Martí d'Empúries
Muralles medievals de Sant Martí d'Empúries és un monument del municipi de l'Escala inclòs en l'Inventari del Patrimoni Arquitectònic de Catalunya.

## Descripció
Situades al voltant del nucli antic de Sant Martí d'Empúries, al nord-oest de la població de l'Escala.
En origen, el recinte era totalment emmurallat i envoltava tot el nucli urbà. Actualment es conserven diversos sectors d'aquesta estructura. Els sectors més ben conservats són els costats oest i nord; en els altres en queden vestigis. El llenç oest presenta una llargada d'uns 50 metres, amb una part atalussada i el coronament emmerletat. Presenta una torre de planta quadrangular al centre i un portal d'accés per a vianants a l'angle sud-oest. El portal és d'arc de mig punt adovellat i, per la part interior, és rebaixat, amb una fornícula situada damunt seu i bastida amb rajols, on probablement es degué col·locar una imatge. Damunt del portal, però desplaçat envers el nord, hi ha un gran matacà. El parament està bastit amb carreuons desbastats i pedra sense desbastar, lligat amb morter de calç i formant filades regulars en algun tram. Hi ha alguns elements d'edificis antics, com alguns ciclopis romans al basament. Les cantonades estan rematades amb pedres grans desbastades. Al centre del tram hi ha una porta d'arc rebaixat, tapiada. L'obertura en substitueix una altra de més antiga, de la qual es veu un muntant i l'arrencament de l'arc. En el sector est, que dona al mar, pràcticament no queden vestigis, tot i que devia passar a tocar de l'absis de l'església. A l'espai excavat al nord del temple han aparegut les restes d'una torre cilíndrica i un fragment de muralla de carreuada, segurament hel·lenística. En el tram sud, la construcció d'algunes cases va malmetre bona part de la fortificació. L'únic vestigi conservat, situat al sud-oest de la façana de l'església, són les restes del castell d'Empúries, format per un portal adovellat i un tram de mur amb l'aparell de carreus ben disposats, vestigis d'un possible edifici rectangular.

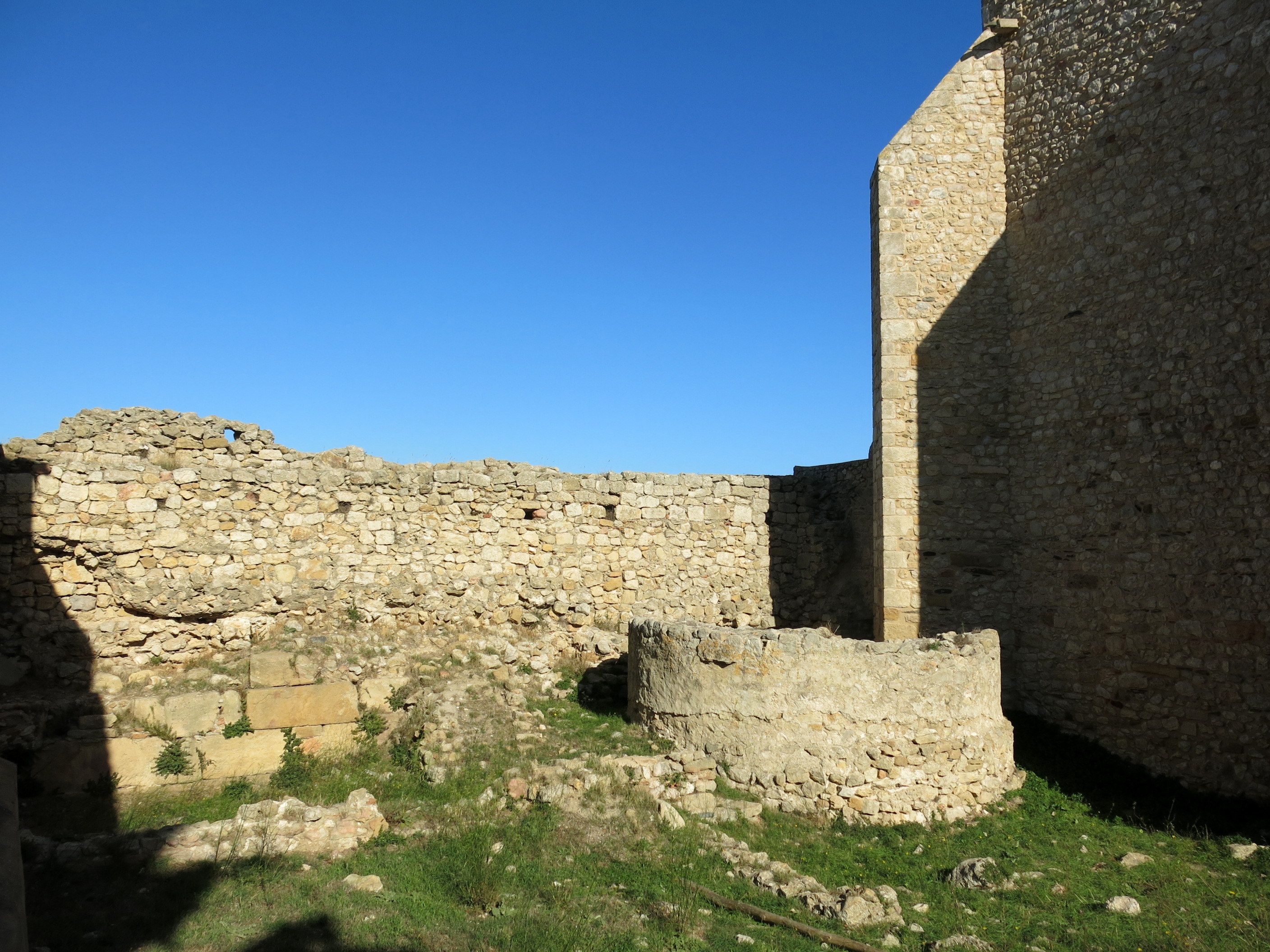
Un racó de les muralles

La muralla fou reconstruïda, en gran part, a finals del segle xv. D'aquesta època deuen ser la major part dels llenços i altres elements que queden dempeus.

## Història
Les restes de les muralles medievals i del castell d'Empúries són del segle xiii. També en aquesta època fou edificada una nova església, substituïda al començament del segle xvi (1507) per l'actual, gòtica i fortificada.
Durant la guerra contra Joan II, el castell fou pres per les forces de la reina i l'infant Ferran el 1467 i confiat a Pere de Torroella, que l'abril de 1468 s'hagué de rendir al duc de Lorena després d'uns quants mesos de setge. Acabada la guerra, Pere de Torroella tingué drets sobre la població i refeu les muralles.